# Ʉ̃
Cette page contient des caractères spéciaux ou non latins. S’ils s’affichent mal (▯, ?, etc.), consultez la page d’aide Unicode.
Ʉ̃ (minuscule : ʉ̃), appelé U barré tilde, est un graphème utilisé dans l’écriture de plusieurs langues amérindiennes de Colombie comme le bara, le barasana, le carapana, l’emberá chamí, le koreguaje, le cubeo, l’emberá catío, le kakua, le macuna, le piratapuya, le siriano, le tatuyo, le tucano, le tuyuca, le wajiara, le wanano, ou du maquiritari au Venezuela et au Brésil, dans l’écriture de langues de Nouvelle-Guinée comme le mesem, ou dans l’écriture du mbanja en République démocratique du Congo.
Il s’agit de la lettre Ʉ diacritée d'un tilde.

## Représentations informatiques
Le U barré tilde peut être représenté avec les caractères Unicode suivants :
- décomposé (latin étendu B, alphabet phonétique international, diacritiques)[1],[2],[3] :

| formes    | représentations | chaînes de caractères | points de code | descriptions                                      |
| --------- | --------------- | --------------------- | -------------- | ------------------------------------------------- |
| capitale  | Ʉ̃               | Ʉ◌̃                    | U+0244 U+0303  | lettre majuscule latine u barré diacritique tilde |
| minuscule | ʉ̃               | ʉ◌̃                    | U+0289 U+0303  | lettre minuscule latine u barré diacritique tilde |